# Гредіштя (Ілфов)
Гредіштя (рум. Grădiștea) — село у повіті Ілфов в Румунії. Адміністративний центр комуни Гредіштя.
Село розташоване на відстані 29 км на північний схід від Бухареста, 123 км на південний схід від Брашова.

## Населення
За даними перепису населення 2002 року у селі проживали 1894 особи. Усі жителі села рідною мовою назвали румунську.
Національний склад населення села:
| Національність | Кількість осіб | Відсоток |
| -------------- | -------------- | -------- |
| румуни         | 1785           | 94,2%    |
| цигани         | 107            | 5,6%     |